# Ptochophyle lakato
Ptochophyle lakato är en fjärilsart som beskrevs av Pierre E.L. Viette 1978. Ptochophyle lakato ingår i släktet Ptochophyle och familjen mätare. Inga underarter finns listade.